# Starowieliczkowskaja
Starowieliczkowskaja (ros. Старовеличковская) – stanica w Rosji, w Kraju Krasnodarskim, w rejonie kalinińskim. W 2010 liczyła 13 459 mieszkańców.